# José de Torres
José de Torres y Martínez Bravo (* 28. Februar 1670 in Madrid; † 3. Juni 1738 ebenda) war ein spanischer Organist, Komponist, Musiktheoretiker und Verleger.

## Leben
José de Torres trat 1680 als Knabensänger in die Madrider Capilla Real ein, wo vermutlich Cristóbal Galán sein Lehrer war. 1686 bewarb er sich als Organist der Capilla, 1697 wurde er zum ersten Organisten befördert. Der Dynastiewechsel von den Habsburgern zu den Bourbonen war mit einer Neustrukturierung der spanischen Hofmusik verbunden, durch die Torres zum zweiten Organisten (unter Beibehaltung seiner Bezüge) zurückgestuft wurde. Nach dem Tod von Diego Xaraba 1716 stieg er wieder zum ersten Organisten auf. Darüber hinaus wurde er 1718 zum Maestro de la Capilla Real ernannt.
Torres’ kompositorisches Schaffen ist anfangs von seiner Verwurzelung im traditionell polyphonen und meist mehrchörigen spanischen Stil geprägt, zeigt aber auch französische und italienische Einflüsse. Die Werke seiner Reifeperiode ab etwa 1718 sind deutlich vom italienischen Barock beeinflusst, was sich insbesondere im wechselnden Einsatz von Rezitativen und Arien in seinen Kantaten, der Einführung kleiner instrumentaler Vorspiele und der Instrumentationsweise zeigt. Seine Werke wurde bis in die zweite Hälfte des 18. Jahrhunderts aufgeführt und waren durch Notendrucke selbst in den lateinamerikanischen Regionen des spanischen Weltreichs verbreitet. Von 1699 an war Torres auch als Verleger von Musikalien und musiktheoretischen Schriften aktiv.

## Werke
Vokalmusik
- Missarum liber, Madrid 1703, enthält 7 Messen, 1 Requiem, 1 Asperges me, 1 Vidi aquam
- weitere 20 Messen
- 2 Vespern
- 1 Komplet
- 27 Psalmvertonungen
- 4 Magnificat
- 6 Sequenzen
- 12 Hymnen
- 4 Invitatorien
- 32 Motetten
- 11 Antiphonen
- 4 Litaneien
- 3 Lamentationen
- 4 Passionen
- 7 Responsorien
- 6 Lektionen
- 34 Villancicos (in Kastilisch)
- 24 geistliche Kantaten (in Kastilisch)
- 17 weltliche Kantaten

Instrumentalmusik
- 8 Orgelwerke in: Libro que contiene onze partidos del Mº Dn Joseph de Torres.[Anm. 1]
- weiteres Werk in: Libro de cyfra adonde se contem varios jogos de versos, obras e outras coriosidades de varios autores.

Musiktheoretische Schriften

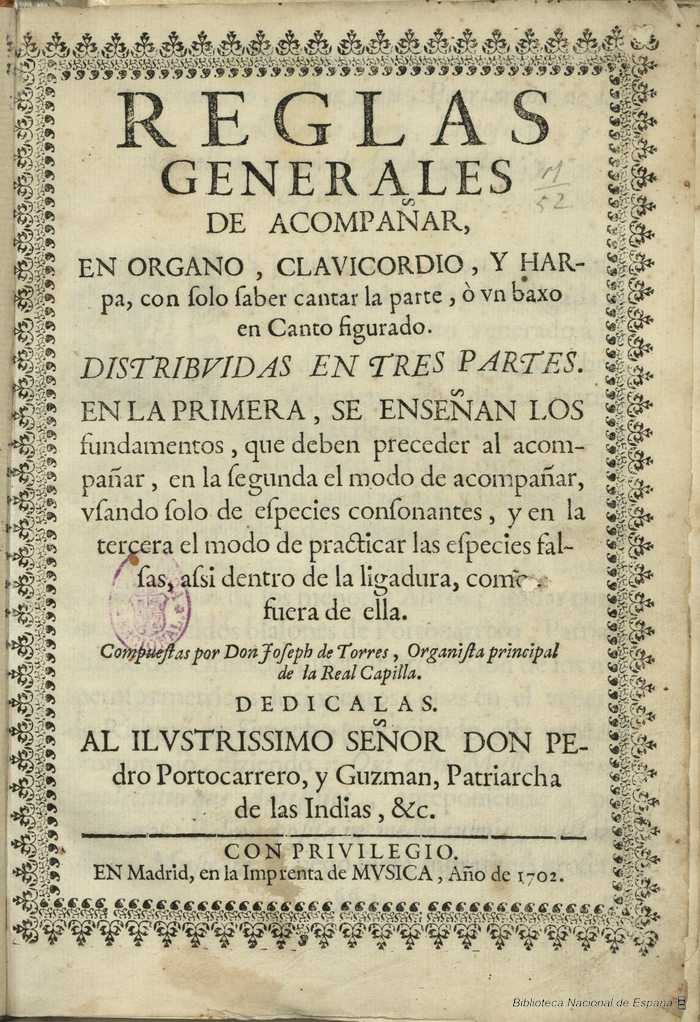
Reglas de acompañar (1702), Titelseite

- Reglas de acompañar, en órgano, clavicordio, y harpa, con solo saber cantar la parte, o un baxo en canto figurado. 1736.
- Arte de canto llano, con entonaciones de coro y altar, y otras cosas, compuesto por Francisco Montanos, y ahora nuevamente corregido, y aumentado el arte pratico de canto de órgano, con motetes, o lecciones diversas, por todos los tiempos, y claves, por Don Joseph de Torres. 1705.

## Aufnahmen/Tonträger
- Joseph de Torres: Spanish solo cantatas (18th century). Marta Almajano (Sopran), Al Ayre Español, Eduardo López Banzo (Dirigent). Deutsche Harmonia Mundi (05472 77503 2) 1999.
- La cantada española en América. Carlos Mena (Countertenor), Al Ayre Español, Eduardo López Banzo (Dirigent). Harmonia Mundi Ibérica (987064) 2005.
- José de Torres (ca.1670-1738): Amoroso Señor. Aurora Peña (Sopran), Concerto 1700, Daniel Pinteño (Dirigent). 1700 Classics (170001) 2018.